# Hans Glück (SA-Mitglied)
Johann „Hans“ Otto Franz Glück (* 18. August 1898 in Wilten bei Innsbruck; † 25. November 1957 in Innsbruck) war ein österreichischer SA-Funktionär, zuletzt im Rang eines SA-Brigadeführers.

## Leben
Glück, der von Haus aus Handelsangestellter war, arbeitete von 1914 bis 1923 als Verkäufer beim Südbahnlebensmittelmagazin. Unterbrochen wurde diese Tätigkeit von der Teilnahme am Ersten Weltkrieg mit der Bayerischen Armee. Namentlich gehörte er von Ende 1916 bis April 1919 dem 15. Infanterie-Regiment „König Friedrich August von Sachsen“ und dem Landsturm-Regiment 3 an. Seit 1924 arbeitete er als Reisender und Vertreter.
1920 trat Glück anlässlich der Gründung der Ortsgruppe Innsbruck erstmals in die DNSAP ein. Nach der Spaltung und Neugründung der NSDAP (Hitlerbewegung) trat er zum 3. März 1928 der Partei erneut bei (Mitgliedsnummer 82.300). Zur selben Zeit wurde Glück außerdem Mitglied der SA, dem Straßenkampfverband der Partei, dessen Führung in Innsbruck er übernahm. In der SA wurde Glück bis 1933 peu à peu bis zum SA-Standartenführer befördert.
Im April 1933 wurde Glück in den Gemeinderat von Innsbruck gewählt. Im selben Jahr wurde er Führer der Standarte 1 der SA-Brigade für das Gebiet Vorarlberg-Tirol, die er auf dem Papier vom 15. August 1933 bis 1. August 1934 führte. In dieser Stellung wurde er zum 15. August 1933 zum SA-Standartenführer befördert.
Im Juni 1933 floh Glück aus Österreich, wo er wegen Sprengstoffanschlägen gesucht wurde (u. a. Sprengstoffanschlag auf die Trisannabrücke), in das Deutsche Reich, wo er sich seit dem 15. Juni 1933 aufhielt. Dort schloss er sich der Österreichischen Legion an. Zusammen mit Franz Hofer leitete Glück in der Folgezeit von München aus die Propagandaaktivitäten der Legion. Von einer Kommandozentrale in Bad Aibling koordinierte er außerdem Einschüchterungs- und Terrormaßnahmen, die die Anhänger der NSDAP in Österreich verübten.
In der Zeit vom 10. Mai bis 31. August 1935 führte Glück die Standarte NW 2 in Bremen. Vom 15. April 1936 bis zum 14. Juni 1936 fungierte Glück als kommissarischer Führer der SA-Standarte J 3 „Dietrich Eckart“ (Jägerstandarte) bei der SA-Gruppe Hochland. Zum 15. Juni 1936 übernahm er dann die ständige Führung dieser Einheit, die er bis zum 31. März 1937 innehatte. Anschließend war er vom 1. April 1937 bis zum 30. April 1937 beauftragter Führer der SA-Standarte J 2 in Bocholt und dann vom 1. Mai 1937 an regulärer Führer dieser Einheit. Anschließend amtierte er als Lagerführer (Aibling, Ulm, Bad Tölz, Mönchsröden). Zum 30. Januar 1938 wurde er schließlich zum Inspekteur der SA in Salzburg in Tirol/Vorarlberg bestellt.
Ab 1940 war Glück bei der Wehrmacht. Ab dem 15. August 1944 gehörte er der SA-Gruppe Alpenland und dort der Brigade Gebirgsjäger 99 an.
Nach dem Ende des Zweiten Weltkriegs wurde vom Volksgericht in Innsbruck ein Verfahren gegen Glück wegen Verstoßes gegen das Verbotsgesetz sowie gegen das Sprengstoffgesetz eröffnet. Am 7. August 1945 wurde er bei den französischen Militärbehörden in Schwarz in Haft genommen. Später wurde er vom Landgericht Innsbruck zu einer Strafe von 15 Jahren schweren Kerkers verurteilt.

## Beförderungen
- 1. Januar 1929: SA-Truppführer
- 1. Juli 1930: SA-Sturmführer
- 15. September 1932: SA-Sturmbannführer
- 1. Juli 1933: Obersturmbannführer
- 30. Januar 1938: SA-Oberführer